# Danutė
Danutė  è un nome proprio di persona lituano femminile.

## Varianti in altre lingue
- Polacco: Danuta[1]

## Origine e diffusione
Si tratta di un nome medievale, attestato in Lituania sin dal XIV secolo con la figura di Danutė di Lituania, figlia di Kęstutis; la sua origine è incerta, ma potrebbe essere una forma femminile di Daniele

## Onomastico
Il nome non è portato da alcuna santa, quindi è adespota, quindi l'onomastico ricade il 1º novembre, giorno di Ognissanti. Si può eventualmente festeggiare lo stesso giorno di Daniele o Donata, a cui viene ricollegato. Onomastici laici sono fissati in Lituania al 7 e 25 maggio, in Lettonia all'8 aprile e in Polonia il 3 gennaio, 16 febbraio, 24 giugno e 1º ottobre.

## Persone

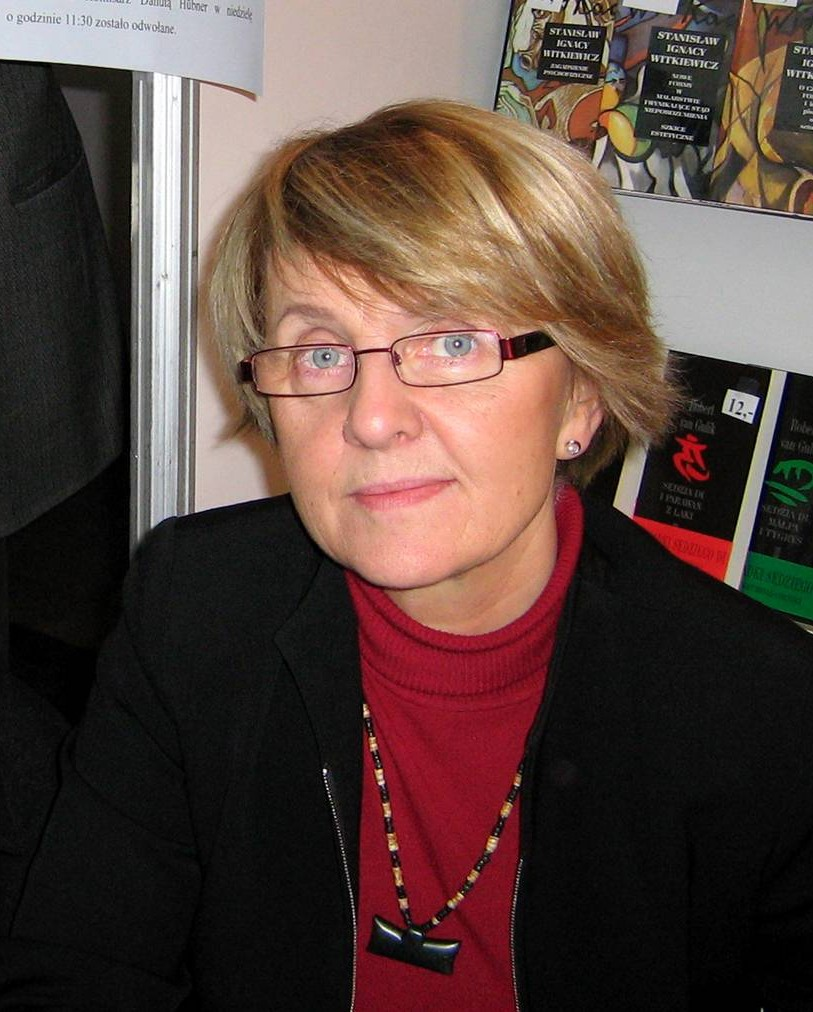
Danuta Hübner

- Danutė di Lituania, principessa lituana
- Danutė Domikaitytė, lottatrice lituana
- Kazimira Danutė Prunskienė, politica lituana

### Variante Danuta
- Danuta Czech, storica polacca
- Danuta Dmowska, schermitrice polacca
- Danuta Hübner, economista e politica polacca
- Danuta Kozák, canoista ungherese
- Danuta Siedzikówna, infermiera polacca